# Ganzsekendorp
Ganzsekendorp ist eine Wüstung im heutigen Landkreis Rostock im zentralen Mecklenburg-Vorpommern.
Der Ort wurde erstmals im Jahr 1273 erwähnt und befand sich nahe Alt-Vorwerk im Amt Gnoien im östlichen Landkreis Rostock. Eine weitere Erwähnung des Ortes unter der Bezeichnung Ganzekendorp ist aus dem Jahr 1339 verzeichnet. Der Zeitraum und die Ursachen für die Aufgabe dieser Siedlung sind nicht bekannt.